# Otacilia rulinensis
Espèce
Otacilia rulinensis est une espèce d'araignées aranéomorphes de la famille des Phrurolithidae.

## Distribution
Cette espèce est endémique du Hunan en Chine,. Elle se rencontre dans le xian de Chengbu.

## Description
Le mâle holotype mesure 3,39 mm et la femelle paratype 3,94 mm.

## Étymologie
Son nom d'espèce, composé de rulin et du suffixe latin -ensis, « qui vit dans, qui habite », lui a été donné en référence au lieu de sa découverte, Rulin.

## Publication originale
- Yao, Irfan & Peng, 2019 : Five new species of Otacilia Thorell, 1897 (Araneae: Phrurolithidae) from the Wuling Mountain Range, China. Zootaxa, no 4613(2), p. 290-304.